# Зубков Віктор Олексійович
Ві́ктор Олексі́йович Зубко́в (рос. Виктор Алексеевич Зубков; нар. 15 вересня 1941 року, Арбат, Свердловська область, РРФСР) — російський політичний діяч. Спеціальний представник президента РФ із взаємодії з форумом країн-експортерів газу з 30 травня 2012 року. Доктор економічних наук.
Голова уряду РФ (з 14 вересня 2007 за 7 травня 2008 року). Перший заступник голови Уряду РФ. Курував розвиток агропромислового комплексу, лісового господарства та рибальства з 12 травня 2008 за 21 травня 2012 року. Від 27 червня 2008 року — голова ради директорів Газпрому.

## Життєпис
Народився 15 вересня 1941 року в селищі Арбат, Свердловської області.
1965 року закінчив економічний факультет Ленінградського сільськогосподарського інституту (економічний факультет). Після цього працював в сільському господарстві Ленінградської області, посідав посади від керівника відділенням до генерального директора об'єднання радгоспів.
Був головою Приозерського міськвиконкому (Ленінградська область) і завідувачем відділу сільського господарства і харчової промисловості Ленінградського обкому КПРС.
У 1989–1991 роках був першим заступником голови Леноблвиконкому.
У 1992–1993 роках — заступником голови Комітету із зовнішніх зв'язків мерії Санкт-Петербурга (цей комітет очолював майбутній президент РФ Путін).
3 листопада 1993 року був призначений заступником керівника Федеральної податкової служби РФ — начальником Державної податкової інспекції по Санкт-Петербургу.
У 1999 році балотувався на пост губернатора Ленінградської області.
З 23 липня 1999 р. по 2001 р. — заступник міністра РФ з податків і зборів.
У лютому 2001 року, у момент створення Росфінмоніторінгу, Зубків очолив це відомство.
12 вересня 2007 президент Росії Володимир Путін вніс кандидатуру Віктора Зубкова на пост Голови Уряду Російської Федерації. 14 вересня затверджений Державною думою на посаді. За нього проголосувало 381 депутат, проти — 47, утрималися 8.
Після «обрання» Медведєва президентом РФ Зубков склав повноваження прем'єра і 12 травня 2008 року був призначений першим віцепрем'єром в другий уряд Путіна. 27 червня 2008 року перший віцепрем'єр Віктор Зубков на річних зборах акціонерів вибраний головою ради директорів ВАТ «Газпром», його заступником став Олексій Міллер.

## Звання та відзнаки
- Кандидат економічних наук, професор.
- Орден «Знак Пошани» (1975 р.),
- «Трудового Червоного Прапора» (1981 р.),
- «За заслуги перед вітчизною» четвертого ступеня (2000 р.),
- медаль «Ветеран Праці» (1986 р.),
- грамота уряду РФ (1998 р.).

## Родина
Одружений, виховує дочку. Тесть міністра оборони РФ Анатолія Сердюкова.

## Цікаві факти
- Через халатність співробітників російського інтернет-видання Lenta.ru, у матеріалі за 13 вересня 2007 р. про призначення пана Зубкова прем'єром, він був згаданий як «Віктор Піпіськін».[3][4]